# Pale Cocoon
Блідий кокон – короткометражне аніме, створене Йошіура Ясухіро у 2005 році.

## Сюжет
У далекому майбутньому нечисленне людство практично не знає свою історію, а планета непридатна для життя людей, що живуть в темних коридорах систем життєзабезпечення. Про прекрасне минуле можна дізнатися лише зі всіляких бінарних даних (аналогічних сучасним файловим системам), званих «архівами». Раніше була безліч аналітичних відділів, які поновлювали зіпсовані архіви, але зараз дивитися архіви і вдаватися в минуле вже ні у кого немає сил — люди втратили надію, що старий світ повернеться.

Головний герой Ура, що захоплено обробив архів, що містить відеозапис зеленого пейзажу XXI століття отримує нове завдання, — відразу два архіви з відеоданими, що містять безглузду інформацію

## Персонажі
Ура — головний персонаж, співробітник відділу по відновленню архівних записів про минуле Землі. Висока молода людина, один з небагатьох, хто ще продовжує працювати. Колекціонує всі відновлені відеозйомки пейзажів Землі, вважаючи їх абсолютно вірними і безцінними, присвятивши своєму захопленню все життя.

Ріко — подруга дитинства Ури. Дівчина невисокого росту і з довгим волоссям, так само працює в архіві, збираючись піти звідти. Любить проводити години, лежачи в шахті і спостерігаючи як падає «сніг» на тому ж місці, куди впала зверху її бабуся. Близька з Уром, переконуючи його відвернутися від архівів і подумати про сьогоденні.